# 掘摩麟
掘摩麟(ほるま りん)是日本漫畫家，群馬縣太田市出身，代表作為（前期青文出版社譯為『美達人』，後期三立頻道播出動畫改譯為徽章戰士），曾被兩度改編為電視動畫。現為專門校擔任人物設計的講師。

## 作品
- 徽章戰士（青文出版社僅代理1，2部、其餘3～5與G皆無代理）
- 星際大戰短篇漫畫集『スター・ウォーズ×マンガ』(2006發行，黒跟銀雙版本，他在『黒』版中有繪製漫畫『TANTIVE IV』)
- メダロットDS(デンゲキニンテンドーDS2009年11月号連載)

## 外部連結
掘摩麟部落格